# Cotinis polita
Cotinis polita är en skalbaggsart som beskrevs av Oliver Erichson Janson 1876. Cotinis polita ingår i släktet Cotinis och familjen Cetoniidae. Inga underarter finns listade i Catalogue of Life.